# آدم ويبر
آدم ويبر (بالإنجليزية: Adam Weber)‏ (ولد في 3 أغسطس 1987) هو لاعب كرة قدم أمريكي محترف سابق في كرة القدم الأمريكية والظهير الرباعي الذي لعب في الرابطة الوطنية لكرة القدم (NFL). لعب كرة القدم الجامعية مع فريق مينيسوتا غولدن جوفرز، حيث أنهى مسيرته كأحد قادة الفريق على الإطلاق في عدد الياردات التي قطعها بالتمرير وعدد التمريرات التي انتهت بتسجيل هدف. تم التعاقد معه من قبل دنفر برونكوز كوكيل غير متعاقد في عام 2011. يلعب كظهير ربعي.

## روابط خارجية
- آدم ويبر على موقع مرجع كرة القدم المحترفة.كوم (الإنجليزية)